# 람베오사우루스

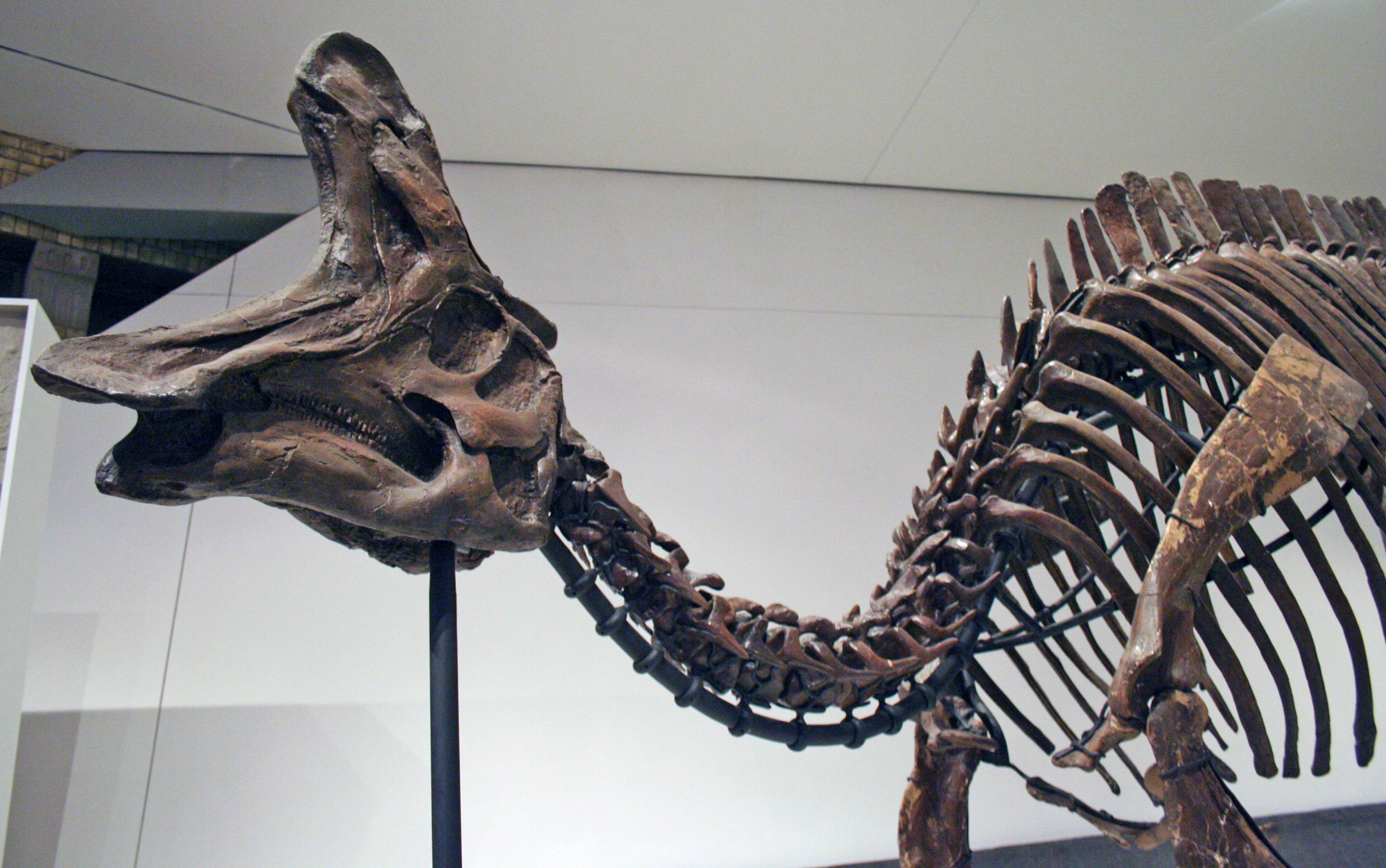

람베오사우루스(Lambeosaurus)는 7천 5백만년 전 북아메리카의 백악기 후기에 살았던 하드로사우루스과 공룡의 한 종류이다. 이 거대한 공룡은 가장 잘 알려진 종에서 도끼를 닮은 독특한 속이 빈 두개골의 꼭대기로 알려져 있다.
이 속과 관련된 물질은 1902년 로렌스 람베에 의해 처음 명명되었다. 20년이 지난 1923년, 더 잘 보존된 표본에 기초하여 람베를 기리기 위해 윌리엄 파크스에 의해 현대적인 이름이 지어졌다.